# Somma Lombardo
Somma Lombardo é uma comuna italiana da região da Lombardia, província de Varese, com cerca de 16.231 habitantes. Estende-se por uma área de 30 km², tendo uma densidade populacional de 541 hab/km². Faz fronteira com Arsago Seprio, Cardano al Campo, Casorate Sempione, Castelletto sopra Ticino (NO), Ferno, Golasecca, Pombia (NO), Samarate, Varallo Pombia (NO), Vergiate, Vizzola Ticino.

## Demografia
| Variação demográfica do município entre 1861 e 2011                               |
|                                                                                   |
| Fonte: Istituto Nazionale di Statistica (ISTAT) - Elaboração gráfica da Wikipedia |